# Macrolenes subulata
Macrolenes subulata är en tvåhjärtbladig växtart som beskrevs av J.F. Maxwell. Macrolenes subulata ingår i släktet Macrolenes och familjen Melastomataceae. Inga underarter finns listade i Catalogue of Life.